# Марія Гаральдсдоттір
Марія Гаральдсдоттір (норв. Maria Haraldsdatter; близько 1046— 25 вересня 1066) — норвезька принцеса, дочка короля Гаральда III Суворого і Єлизавети Ярославни, наречена хевдінга Ойстена Орре.
У зводі скандинавських саг «Коло Земне» повідомляється, що король Гаральд збирався видати Марію заміж за свого соратника Ойстена Орре, брата своєї другої дружини Тори Торбергсдоттір, з яким вирушив підкорювати Англію в 1066 році. Марія разом з матір'ю і сестрою супроводжувала їх частину шляху, але потім жінки залишилися їх чекати на Оркнейських островах. Гаральд та Ойстен загинули в битві при Стемфорд Брідж. За невідомим збігом обставин, вона «раптово померла в той самий день та в той самий час, коли впав її батько, Гаральд конунг».
Вона була першою норвежкою, яка мала ім'я Марія.